# Dirphia curitiba
Dirphia curitiba är en fjärilsart som beskrevs av Max Wilhelm Karl Draudt 1930. Dirphia curitiba ingår i släktet Dirphia och familjen påfågelsspinnare. Inga underarter finns listade i Catalogue of Life.